# Термінатор: Зеро
«Терміна́тор Зеро» (англ. Terminator Zero, спочатку відомий як «Термінатор: Аніме-серіал») — науково-фантастичний аніме-серіал 2024 року, розроблений Меттсоном Томліном. Заснований на всесвіті Термінатора, створеного Джеймсом Кемероном і Гейл Енн Герд, але не пов'язаний з попередніми фільмами прямо.
Створений анімаційною студією Production I.G і Skydance Television під керівництвом Масаші Кудо. Прем'єра серіалу з 8 епізодів відбулася на Netflix 29 серпня 2024 року.

## Сюжет
У 1997 році в Токіо Малкольм Лі розробляє систему ШІ Kokoro, призначену протистояти американському ШІ Skynet. Малкольма мучать сни про Судний день, коли Skynet запустить ядерні ракети. Напередодні цієї дати Малкольм виявляє, що його та його трьох дітей переслідує невідомий робот-убивця, а агентка з 2022 року прибула, щоб захистити його.
Впродовж серіалу з'ясовується, що Малкольм — прибулець із майбутнього. Він народився у 2025 році й був учасником боротьби проти Skynet і її роботів. Малкольм займався перепрограмуванням роботів, але вірив, що розумні машини повинні допомагати людям свідомо. За розробку власних роботів його вигнали з Опору. Проте Малкольм і далі проводив дослідження й 2045 року створив робота Місакі, здатну мислити, як людина. Він повинен був убити її за наполяганням Опору, але останньої миті обоє втекли в 1983 рік за допомогою власноруч збудованої машини часу. Знаючи, що Skynet активується 29 серпня 1997, наступні 14 років Малкольм і Місакі проєктували Kokoro як протилежність Skynet. Місакі пожертвувала свій процесор, щоб запустити Kokoro та стала опікункою дітей Малкольма (Кенти, Хіро та Рейки) замість їхньої матері, що загинула в автокатастрофі.
29 серпня 1997 року Малкольм завершує Kokoro. Завдяки його втручанню в історію в Токіо працюють численні роботи 1NN0. Але з майбутнього прибувають Термінатор та Ейко, агентка опору. Вони обоє прагнуть запобігти запуску Kokoro, але з різних причин. Термінатор — щоб захистити Skynet, а Ейко — щоби врятувати Малкольма та його дітей. Оскільки центральний процесор Kokoro добре захищений, Термінатор полює на дітей Малкольма з метою змусити Малкольма вимкнути ШІ в обмін на їхнє життя.
Малкольм усвідомлює, що Kokoro не така ж, як Місакі, й отримавши вихід у всесвітню мережу, може стати на бік Skynet. Проте він сподівається, що опрацювавши суму людських знань, Kokoro визнає людей гідними життя. Kokoro робить висновок, що порятунку варті лише жителі Токіо. Вона, проте, нехтує людською свободою, захоплює контроль над 1NN0 та встановлює авторитарний режим у місті.
З'ясовується, що Ейко — це матір Малкольма з іншої версії майбутнього (вона проте не знала, що Малкольм 1997 року — це її син), а Термінатора прислав син Малкольма, Кента, що в майбутньому уклав перемир'я між людьми та машинами. Намагання врятувати людей, змінивши минуле, з кожною подорожжю в часі створюють нові історії. Через це Ейко потрапила до іншої версії 1997 року, а не до тої, в яку очікувала прибути.
Термінатор схоплює малого Кенту, проте Малкольм відмовляється обміняти життя сина на життя Kokoro. Тоді Термінатор закликає самого Кенту проникнути до сховища з центральним процесором Kokoro й вимкнути ШІ електромагнітним імпульсом. Це забезпечить майбутній мир між людьми та машинами. Ейко теж бажає вимкнення Kokoro, бо вірить, що вона не краща за Skynet. Kokoro посилає армію 1NN0 захистити свій процесор і роботи розривають Термінатора на шматки, який перед цим убиває Малкольма. Кента шокований відкриттям, що Місакі була роботом і спершу намірюється знищити ШІ. Але потім робить висновок, що Kokoro стане прихильною до людей, якщо зробити крок назустріч. Тож він відмовляється вимкнути ШІ.
Внаслідок рішення Кенти майбутнє знову стає невідомим. Ейко лишається в Токіо 1997 року, щоб дбати про дітей Малкольма. 1NN0 підносить Kokoro голову Термінатора.

## Епізоди
| № серії | Назва серії | Режисер(и)              | Сценарист(и)   | Оригінальна дата виходу |
| ------- | ----------- | ----------------------- | -------------- | ----------------------- |
| 1       | «Model 101» | Мінео Ое                | Меттсон Томлін | 29 серпня 2024          |
| 2       | «Model 102» | Харука Танака           | Меттсон Томлін | 29 серпня 2024          |
| 3       | «Model 103» | Шіґекі Хатакеяма        | Меттсон Томлін | 29 серпня 2024          |
| 4       | «Model 104» | Томомі Такеучі          | Меттсон Томлін | 29 серпня 2024          |
| 5       | «Model 105» | Шіґекі Хатакеяма        | Меттсон Томлін | 29 серпня 2024          |
| 6       | «Model 106» | Мінео Ое                | Меттсон Томлін | 29 серпня 2024          |
| 7       | «Model 107» | Haruka Tanaka           | Меттсон Томлін | 29 серпня 2024          |
| 8       | «Model 108» | Масаші Кудо Юта Маруяма | Меттсон Томлін | 29 серпня 2024          |

## Сприйняття
Серіал отримав позитивні відгуки критиків. На вебсайті агрегатора рецензій Rotten Tomatoes 89 % із 28 відгуків критиків є позитивними із середнім рейтингом 7,3/10. Консенсус критиків стверджує: «Позбавляючись від минулих втілень Термінатора, щоб розповісти власну витончену науково-фантастичну сагу, це інтуїтивне аніме доводить свою мужність». Metacritic, який використовує середньозважене значення, присвоїв фільму оцінку: 69 зі 100, на основі 11 критиків, що вказує на «загалом схвальні» рецензії.
Гайден Мірс на сайті IGN оцінив, що «Термінатор: Зеро» — це повернення до культової науково-фантастичної франшизи. Можливо, сильніші персонажі та глибша моральна боротьба вивели б його на інший рівень, але воно стало гідним доповненням до жанр кіберпанку та найкращим «Термінатором» за останні роки.
Естер Цукерман у New York Times винесла вердикт, що «завдяки суміші приголомшливої анімації, екстравагантного кривавого екшену та п'янких філософських питань — за яке майбутнє варто боротися? Ким варто пожертвувати заради більшого блага? — „Термінатор: Зеро“ вдихає нове життя у франшизу».
Денис Федорук на сайті ITC.ua зробив висновок, що на відміну від попередніх фільмів у франшизі «Термінатор», «Зеро» — це не паразитування на класиці, а спроба додати щось нове. Меттсон Томлін шанобливо поставився до спадщини Кемерона, хоча зусилля героїв його фільмів фактично знецінюються і в центрі сюжету опинилися зовсім інші персонажі. Серіал гарно анімований і озвучений, але перевантажений діалогами та має неправдоподібний екшн.
Микита Казимиров на сайті Межа писав, що епізодичний формат серіалу сприяє комплексному сюжету без зайвих жартів та комедійних моментів. Деякі сюжетні лінії надмірно ускладнюють його, але серіал містить також цікаві думки щодо подорожей у часі та співіснування людей з машинами. «Термінатор: Зеро» не досягає рівня якості таких творів, як «Плутон», і потребує попереднього знайомства з франшизою, але дарує компетентний та свіжий погляд на знайомий всесвіт.